# Лі Маоцо
Лі Маоцо (англ. Li Maocuo) (нар. 20 жовтня 1992) — китайська легкоатлетка, яка спеціалузіється в спортивній ходьбі, срібна призерка чемпіонату світу на дистанції 50 кілометрів (2019).

## Виступи на основних міжнародних змаганнях
| Рік  | Змагання                           | Місто  | Місце | Дисципліна | Примітки |
| ---- | ---------------------------------- | ------ | ----- | ---------- | -------- |
| 2018 | Командний чемпіонат світу з ходьби | Тайцан | 7     | 50 км      |          |
| 2019 | Чемпіонат світу                    | Доха   | 2     | 50 км      | [ 2 ]    |